# Chrysoscinia plicata
Chrysoscinia plicata är en fjärilsart som beskrevs av George Francis Hampson 1930. Chrysoscinia plicata ingår i släktet Chrysoscinia och familjen mott. Inga underarter finns listade i Catalogue of Life.